# Metadesmolaimus aduncus
Metadesmolaimus aduncus är en rundmaskart som beskrevs av Lorenzen 1972. Metadesmolaimus aduncus ingår i släktet Metadesmolaimus och familjen Monhysteridae. Inga underarter finns listade i Catalogue of Life.